# Kastelle von Straubing

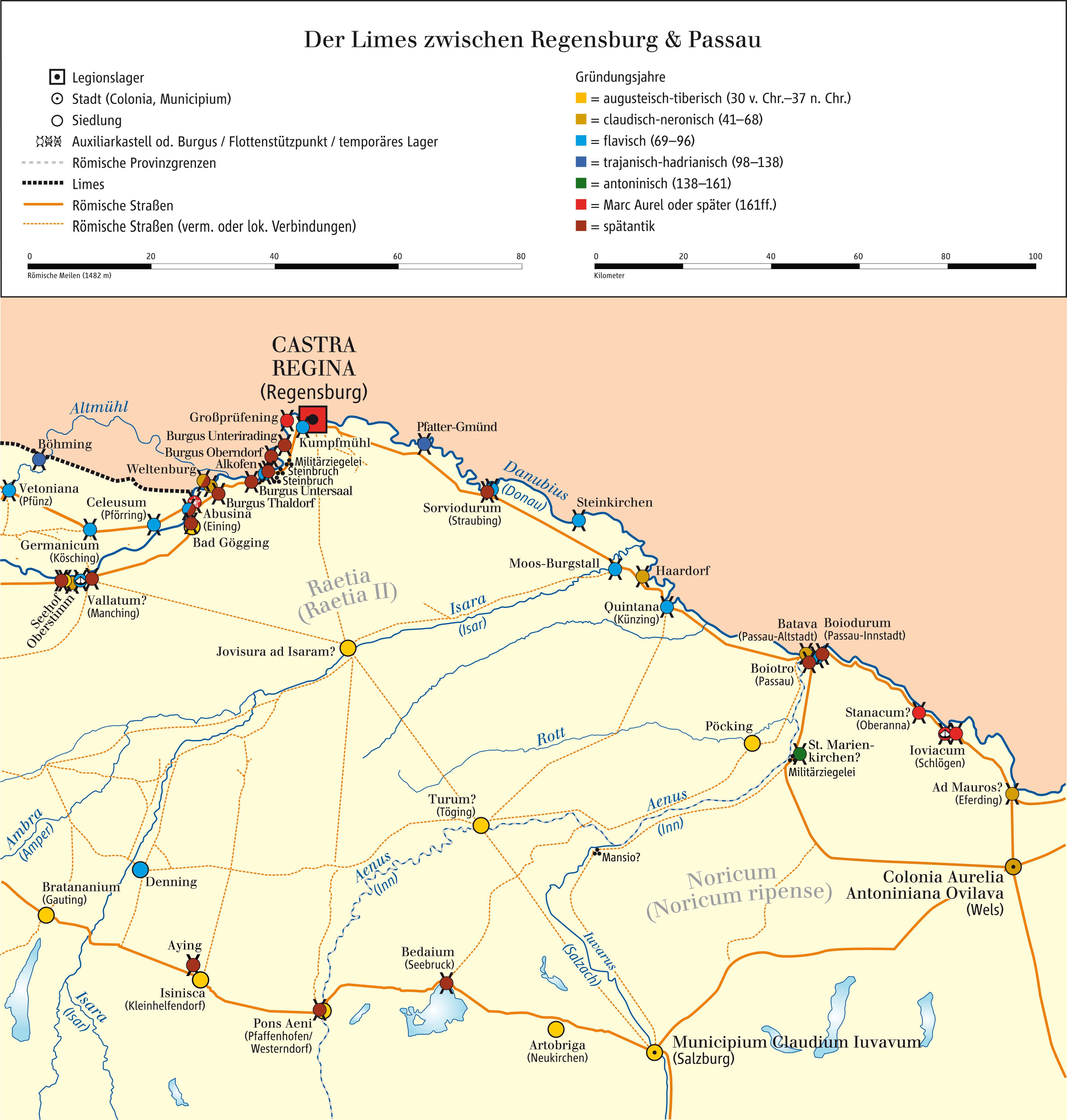
Die Lage der Ausgrabungsstätte am rätischen Donaulimes

Die Kastelle von Straubing, dem antiken Sorviodurum (auch Servinodurum oder Serviodurum), sind die Sammelbezeichnung für einen mehrperiodigen römischen Garnisonsort auf dem Gebiet der Stadt Straubing in Niederbayern. Der Name ist keltischen Ursprungs, er bezeichnete eine nahegelegene keltische Siedlung aus vorrömischer Zeit, bei der die Römer in der zweiten Hälfte des ersten nachchristlichen Jahrhunderts einen wichtigen Militärstützpunkt der rätischen Donaugrenze errichteten. Der Stützpunkt hatte Bestand bis in die spätrömische Zeit. Er war mit einem Donauhafen versehen und von einem großflächigen Vicus umgeben, der vermutlich als zentraler Marktort für das Umland von großer Bedeutung war.

## Lage
Die militärischen und zivilen römischen Siedlungsstellen befanden sich etwa zwei Kilometer östlich des heutigen Stadtzentrums von Straubing auf einer Niederterrasse der Donau (Danubius), dem Osterfeld, wo der Allachbach in die Donau fließt. In der mittleren Kaiserzeit wurde das Siedlungsgebiet im Norden durch den Abfall der Donauniederterrasse und im Westen durch den Allachbach natürlich begrenzt, während Ost- und Südausdehnung variierten. Für die zweite Hälfte des ersten nachchristlichen Jahrhunderts entsprach die Begrenzung etwa dem Verlauf der heutigen Ittlinger Straße und der Ostpreußischen Straße. Bis in die 1950er Jahre wurde dieses Gebiet hauptsächlich zur Anlage von Gärten und landwirtschaftlich genutzt, heute ist es zum größten Teil überbaut.
Das spätrömische Kastell muss, aufgrund der zahlreichen Kleinfunde, auf dem Kirchhügel der Basilika St. Peter, einem Geländesporn westlich des Allachbachtals, lokalisiert werden.

## Forschungsgeschichte

Johannes Mondschein

Der bayerische Historiker und Hofhistoriograph Johannes Aventinus war der erste, der an der Stelle der Straubinger Azlburg ein Castra Augustana vermutete. Simon Schard, der 1566 die deutsche Ausgabe von Aventins Annales Ducum Boiariae besorgte, bezeichnete Straubing als römische Reichsstadt und erwähnt den heute in Passau befindlichen Grabstein des Iulius Primitivus als erstes in Straubing gefundenes Steindenkmal. Danach vergingen über zweihundert Jahre, in denen sich kaum jemand mit der römischen Vergangenheit Straubings beschäftigte.
Erst zu Beginn des 19. Jahrhunderts entstanden durch Ritter Joseph Anton von Mussinan erste Aufzeichnungen über das römische Straubing. Er identifizierte Straubing durch römische Funde wie das Brandgrab im Garten des Klosters Alzburg als das in der Tabula Peutingeriana verzeichnete Sorviodurum. Schon Mussinan vermutete ein römisches Kastell unter der Basilika St. Peter.
Mussinans Vermutung und ein erhöhtes Aufkommen von Funden, wie der 1811 auf dem Osterfeld gefundene römische Inschriftenstein mit einer Weihinschrift für Jupiter Dolchenus von einem Veteranen der 1. Canathenerkohorte (heute leider für immer verloren), führten zu weiterer Beschäftigung des Bildungsbürgertums Straubings mit der römischen Vergangenheit des Ortes. 1880 begründete Oberstleutnant Eduard Wimmer auf Grund der zahlreichen Funde in Straubing die „Historische Sammlung der Stadt“, aus der später das Gäubodenmuseum hervorgehen sollte. Wimmer vermutete das römische Straubing auf dem Osterfeld, wo er 1892/93 erste Grabungen durchführte, bei denen er römische Mauerzüge und Reste einer Hypokaustanlage freilegte.
1898 wurden weitere Grabungen durch den neu gegründeten „Historischen Verein für Straubing und Umgebung“, unter der Leitung des Realschuldirektors Johannes Mondschein (1852–1909) durchgeführt, der von 1902 bis 1908 die Vorstandsposition bekleidete. Mondschein legte durch Suchschnitte Teile des westlichen Steinkastells und den dazugehörigen Wehrgraben frei. Als 1909 der Vorstand neu durch Landgerichtsrat Franz Ebner (1869–1923) besetzt wurde, nahm dieser die Grabungen Mondscheins wieder auf. Ihm gelang es, die Ausdehnung des Westkastells durch weitere Grabungen festzustellen. Ebenso konnte er nachweisen, dass dem Steinkastell ein Holzkastell vorausgegangen war. Da man sich zu diesem Zeitpunkt hauptsächlich mit der Erforschung der Kastelle beschäftigte, verloren die Grabungen im Lagerdorf an Bedeutung und gingen immer weiter zurück. Zwischen den Weltkriegen und zu Beginn der Nachkriegszeit beschränkte man sich hauptsächlich auf Notgrabungen und Fundbergung, die unter der Leitung des Oberstudienrates Josef Keim erfolgten. Keim war von 1921 bis 1938 und 1949 bis 1970 Vorstand des „Historischen Vereins für Straubing und Umgebung“ und erreichte 1950, mit der Entdeckung des römischen Schatzfunds von Straubing, den Höhepunkt seiner Karriere.
Erst 1973 wurden die systematischen wissenschaftlichen Grabungen wieder aufgenommen. Im Jahre 1978 wurde eine Planstelle für Archäologie in Straubing eingerichtet, die unter der Aufsicht der Straubinger Stadtarchäologie steht. Seither gibt es jährliche Grabungskampagnen zur Erforschung der Geschichte Straubings. Diese archäologischen Aktivitäten wurden größtenteils in der Schriftenreihe des Vereins, den Jahresberichten des Historischen Vereins für Straubing und Umgebung, publiziert.

## Militärische Anlagen
Insgesamt vier Kastelle, von denen jeweils zwei von der frühflavischen Zeit bis zu den Markomannenkriegen, also rund einhundert Jahre lang, nebeneinander lagen, die daraus resultierende permanente Präsenz von bis zu 1500 Soldaten sowie die sorgfältige Anlage des Hafens sprechen für die strategische Bedeutung des Garnisonsplatzes. Ausschließlich in der Überwachung der Kinsachsenke, durch die ein bequemer alter Handelsweg nach Böhmen hinüber führte, dürfte die Aufgabe der hier stationierten Einheiten wohl kaum bestanden haben.

### Kastelle
Die Nummerierung der kaiserzeitlichen Kastelle von „I“ bis „IV“ steht in keinem Zusammenhang mit der Chronologie des Garnisonsplatzes, sondern ist der Reihenfolge der archäologischen Aufdeckung geschuldet.

#### Frühvespasianisches „Kastell IV“ (Westkastell)
Das älteste bekannte römische Militärlager auf Straubinger Boden ist das so genannte Kastell IV, das 1984 entdeckt wurde. Das Kastell war frühflavischen/frühvespasianischen Ursprungs und hatte bis in die Zeit der Markomannenkriege (166–180) Bestand. Seine Besatzung bestand aus der Cohors II Raetorum (2. Kohorte der Räter).
Es wies drei Bauphasen auf, in deren ersten beiden es als Holz-Erde-Lager ausgeführt war. In der dritten Phase trat ein Steinkastell an die Stelle der einfacheren Lager.
Den Holzkastellen war ein einfacher, zwölf Meter breiter und 4,6 Meter tiefer Graben vorgelagert. Hinter dem Graben folgte als Umwehrung eine mit Eck- und Zwischentürmen versehene Holz-Erde-Mauer. Das Kastell verfügte vermutlich über vier Tore, von denen das Westtor, die porta principalis dextra (rechtes Seitentor), durch eine Verengung ohne gänzliche Unterbrechung im Verlauf des Grabens lokalisiert werden konnte. Im Innenbereich des Lagers gelang es, die Praetentura (vorderer Teil des Kastells) näher zu untersuchen. Hierbei konnten zu beiden Seiten der Via praetoria (Lagerhauptstraße) jeweils drei Mannschaftsbaracken nachgewiesen werden, von denen die südlichsten als Doppelbaracke ausgeführt waren.
Das Steinkastell war von einem Doppelgraben umgeben. Der innere Graben besaß bei einer Tiefe von zwei Metern eine Breite von zehn Metern, der äußere Graben war fünf Meter breit und 2,7 Meter tief. Von der steinernen Kastellmauer, die nicht mit Wehrtürmen verstärkt war, zeugte noch eine 1,2 Meter breite Fundamentstickung (Rollierschicht). Die Innenbebauung entsprach den Grundrissen der Holzkastelle. Das Steinkastell dürfte in hadrianischer Zeit das ältere Holzkastell ersetzt haben. Sein Ende wird das Kastell IV in den Markomannenkriegen gefunden haben. Brandschichten belegen, dass es nicht planmäßig geräumt, sondern zerstört worden ist.

#### Spätvespasianisch/frühdomitianisches „Kastell I“
Nicht allzu lange (rund zehn Jahre) nach der Errichtung des Kastells IV wurde keine hundert Meter ostnordöstlich entfernt ein weiteres Kastell errichtet, das so genannte Kastell I. Dieses Lager war durch eine Rasensodenmauer mit vorgelagertem Graben umwehrt. Hiervon konnten Abschnitte der südlichen Umwehrung mit dem Südtor, bei dem es sich um einen simplen Torturm mit annähernd quadratischem Grundriss handelte, archäologisch erfasst werden. Im Inneren des Lagers fanden sich noch die Spuren eines Gebäudes unbestimmter Funktion. Das Kastell I wurde in spätvespasianisch-frühdomitianischer Zeit errichtet und nach nur wenigen Jahren vom Kastell II ersetzt. Die im Kastell I stationierte Truppe ist unbekannt.

#### Domitianisches „Kastell II“
Noch in domitianischer Zeit wurde das Kastell II anstelle des Kastells I errichtet. Von dieser Fortifikation wurde ein Abschnitt der nördlichen Umwehrung und der Durchfahrt zum Nordtor ausgegraben. Das Lager hatte Bestand bis in die trajanische Zeit und wurde von der Cohors III Batavorum equitata milliaria (3., tausend Mann starke, teilberittene Kohorte der Bataver) belegt.

#### Trajanisches „Kastell III“
Etwa um das Jahr 116 wurde die Cohors III Batavorum equitata milliaria von der Cohors I Flavia Canathenorum milliaria sagittariorum (1., tausend Mann starke Bogenschützenkohorte der Canathener) abgelöst und das Kastell II durch das Kastell III ersetzt. Dieses Lager wurde zunächst in Holz-Erde-Bauweise (Kastell IIIa) errichtet und erst später in ein Steinkastell (Kastell IIIb) umgebaut. Die Fortifikation war in beiden Bauphasen von vier Gräben umschlossen.

### Donauhafen
Die Anlage des Hafens erfolgte in derselben Zeit, in der das Kastell IV errichtet wurde, ist also ebenfalls frühvespasianisch. Man nutzte einen bis an die Kante der Niederterrasse reichenden Seitenarm der Donau, der hafenmäßig ausgebaut wurde. Zum Teil wurden (im Westen der Anlage) Felsen aus Kalktuff so bearbeitet, dass sie einen festen Kai bildeten. Dort, wo kein anstehendes Gestein nutzbar war (im östlichen Bereich), errichtete man den Kai aus Holz. Eine dazwischen liegende, flache Bucht wurde als Schiffslände respektive als Dock oder Helling genutzt.
Am Ende des hölzernen Kais konnten die Konstruktionen zweier Piers nachgewiesen werden. Die Komplexität der Hafenkonstruktion insgesamt mit Lände, Kais und Piers lässt mit hoher Wahrscheinlichkeit die Vermutung zu, dass die Hafenanlage als Kriegshafen konstruiert wurde. Der Hafen wurde bis in trajanisch/frühhadrianische Zeit genutzt.

### Übungslager
Durch luftbildarchäologische Untersuchungen und punktuelle Grabungen gelang es, rund anderthalb Kilometer östlich der Kastelle im Bereich des heutigen Stadtteils Hofstetten insgesamt sechs Übungslager nachzuweisen, wie sie bislang nur aus Niedergermanien und Britannien bekannt waren. Drei dieser Lager wurden inzwischen näher untersucht. In allen drei Fällen waren die Gräben nicht sehr breit und tief sowie streckenweise nicht sonderlich sorgfältig ausgeführt. An den Stellen, an denen Tore zu erwarten wären, waren die Gräben unterbrochen. Eine Versteifung der Wälle oder Spuren von Innenbauten wurden in keinem einzigen Fall angetroffen.

## Römische Truppen in Straubing

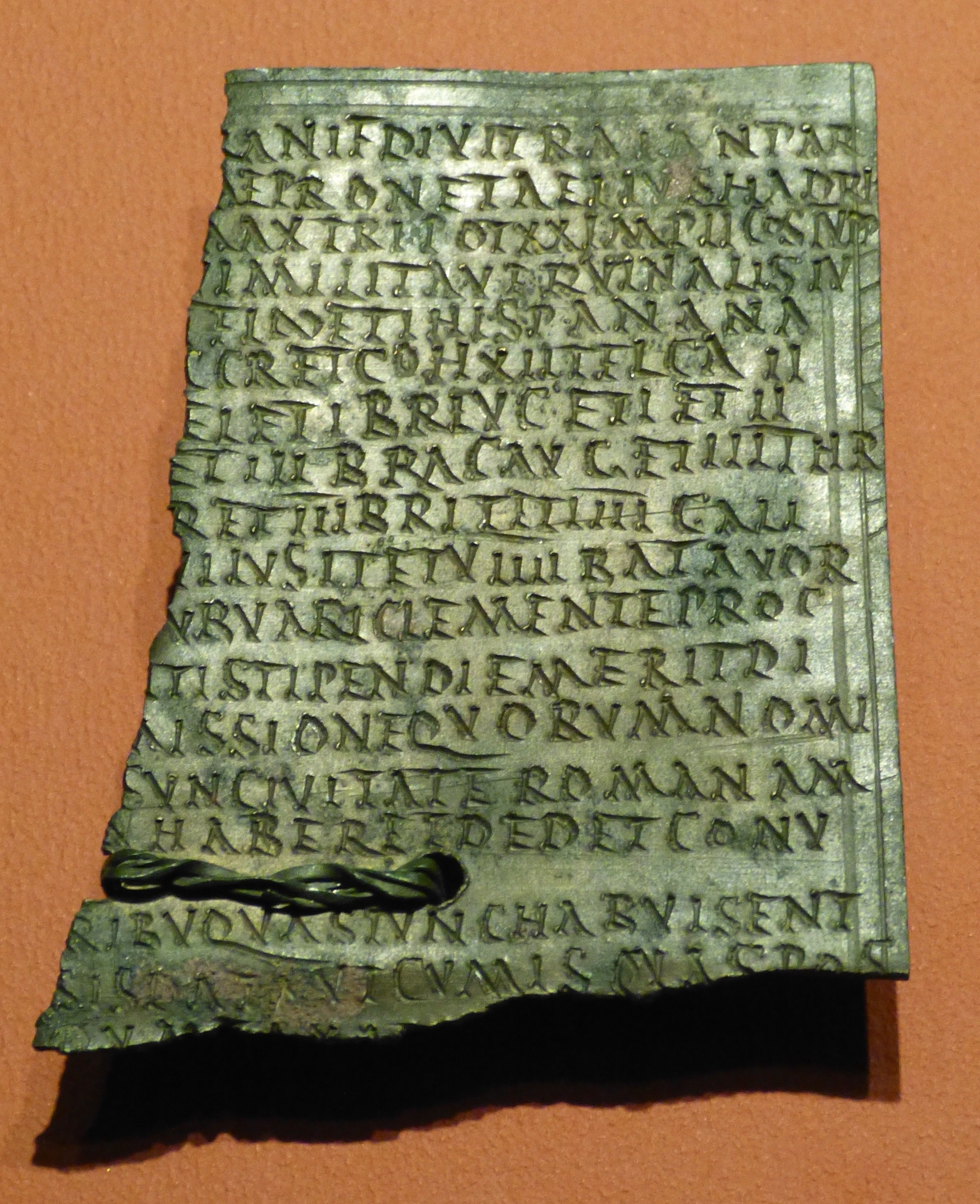
Militärdiplom, Gäubodenmuseum Staubing

In Straubing sind durch Ziegelstempel, Weihinschriften und Militärdiplome eine Infanterieeinheit (Cohors peditata) und zwei teilberittene Einheiten (Cohortes equitatae) mit jeweils 500 bzw. 1000 Mann bekannt.

### Cohors II Gallorum (?)
Möglicherweise ist die in der raetischen Bürgerrechtskonstitution vom 13. Mai 86 n. Chr. genannte Cohors II Gallorum mit der Cohors II Gallorum veterana equitata identisch, die am Ende des ersten Jahrhunderts in Moesien stationiert war. Insgesamt vier Einheiten sind unter dem Namen Cohors II Gallorum bekannt geworden, was zu einer großen Verwechslungsgefahr führen könnte. Die Cohors II Gallorum Pannonica, die Cohors II Gallorum Pannonica Dacica (beide in Dakien), die Cohors II Gallorum Macedonica in Moesia superior und Dakien sowie die genannte Cohors II Gallorum veterana equitata die bekannterweise in Moesia inferior, Mauretania und Britannia stationiert war. Die Cohors II Gallorum, der man bislang keinem konkreten Garnisonstandort in Raetien zuweisen kann, könnte in den Jahren zwischen 75/85 bis ungefähr 90 n. Chr. in Straubing gelegen haben, bevor sie in den Militärdiplomen nach 92 n. Chr. in Moesia inferior genannt wird.

### Cohors II Raetorum
Die Cohors II Raetorum war eine rund 500 Mann starke Kohorte der Räter, die offenbar in Kastell IV stationiert war. Diese Einheit ist lediglich durch Militärdiplome und von Ziegelstempeln her bekannt. Sie ist nicht zu verwechseln mit der Cohors II Raetorum civium Romanorum, die in Obergermanien, nämlich zuerst in Wiesbaden und dann auf der Saalburg stationiert war. Die Cohors II Raetorum wird im Militärdiplom vom 13. Mai 86 n. Chr. noch nicht genannt und erscheint erst in der vollständig erhaltenen Konstitution von 107 n. Chr. Daher kann sie nicht – wie oftmals behauptet – bereits seit vespasianischer Zeit (69–79 n. Chr.) in Straubing stationiert gewesen sein. Sie verblieb dort jedoch bis zu den Markomannenkriegen (165–182 n. Chr.). Ein weiteres rätisches Militärdiplom von 168 sowie Ziegelstempel, die ausschließlich aus Straubing bekannt sind, belegen ihre Anwesenheit in Sorviodurum.

### Cohors III Batavorum equitata milliaria
Die Cohors III Batavorum war eine rund tausend Mann starke, teilberittene Kohorte der Bataver, die in Kastell II stationiert war. Die Bataver wurden um 107 n. Chr. aus Britannien nach Rätien, wahrscheinlich direkt nach Straubing, verlegt und um 140 n. Chr. wieder aus Rätien abgezogen. Ein Militärdiplom aus Weißenburg und Ziegelstempel aus dem westlichen Lagerdorf belegen ihre Anwesenheit in Straubing.

### Cohors I Flavia Canathenorum milliaria sagittariorum
Die Cohors I Flavia Canathenorum war eine rund 800 Mann starke Bogenschützenkohorte aus Canatha, die in Kastell III stationiert war. Ab der Mitte des zweiten Jahrhunderts n. Chr. bezogen sie ihr Lager in Straubing und verblieben dort bis zur ersten Hälfte des dritten Jahrhunderts, wo sie mit den Alamanneneinfällen und dem damit verbundenen Untergang des Kastells verschwanden. Durch Ziegelstempel, Militärdiplome und einen heute verschollenen Weihestein (Weihinschrift für Jupiter Dolchenus von einem Veteranen der 1. Canathenerkohorte) können sie nachgewiesen werden.

## Zivile Anlagen

### Vici
Der Vicus von Straubing, das Lagerdorf, in dem sich die Angehörigen der Soldaten, Veteranen, Händler, Handwerker und Dienstleister niederließen, scheint ein bedeutendes Wirtschaftszentrum für das agrarisch geprägte Umland gewesen zu sein. Es war nicht nur Umschlagsort für die Produkte der umliegenden villae rusticae, sondern auch ein wichtiges und vielseitig orientiertes, handwerkliches Produktionszentrum. Neben den weiter unten explizit beschriebenen Töpfereien, Metallgießereien, Maurern und Malern konnten Schmieden, Holz und Bein verarbeitende Betriebe, Lederwarenproduzenten und Geschirrflicker nachgewiesen werden. Der Handel erstreckte sich bis auf hochwertige, reliefverzierte Terra Sigillata aus La Graufesenque und Rheinzabern, Lavezgefäße aus dem Tessin, Gläser aus der CCAA/Köln und dem Osten des Imperiums sowie Bronzearbeiten aus Oberitalien und der Campania. Für die Unterhaltung der Militärs und der Zivilisten sorgten Kneipiers, Bordellbesitzer, Schausteller und Theateraufführungen.
Der Vicusbereich ist heute zum größten Teil überbaut, nur im Westen und im Süden des Lagerdorfes konnten noch größere, zusammenhängende Flächen ergraben werden. Dadurch können Struktur und Chronologie des Vicus nur mit einer gewissen Vorsicht rekonstruiert werden. Der Siedlungsschwerpunkt lag in vespasianisch-frühdomitianischer Zeit im westlichen Vicusbereich und wuchs unter Domitian weiter in südliche und östliche Richtung. Unter Hadrian scheint eine gewisse Rezession den Westvicus betroffen zu haben, der um diese Zeit verödete. Während der Markomannenkriege wurde das Lagerdorf großflächig zerstört. Schon bald darauf setzte eine neuerliche Bautätigkeit ein und der Vicus gelangte zu neuer wirtschaftlicher Blüte, wie die größere und qualitätvollere Architektur dieser Zeit (teils hypokaustierte Steinhäuser) zeigt.

#### Westvicus
Im Westvicus konnten Straßenzüge freigelegt werden, die Aufschlüsse über die Struktur und Gliederung des Dorfes erbrachten. Hauptverkehrsachsen waren eine vom Südtor des Westkastells in südliche Richtung führende und eine in westliche Richtung davon abbiegende Straße.
Seitlich der Straßen wiesen die Fundinventare zahlreicher Brunnen und Abfallgruben auf die Anwesenheit von metallverarbeitenden (Bronze) Betrieben sowie einer Töpferei mit mindestens drei Brennöfen. Der Töpferbetrieb, dessen Besitzer durch den mehrfach vorkommenden Töpferstempel CAPPO namentlich überliefert ist, produzierte in erster Linie Gebrauchskeramik, wobei Töpfe und Reibschalen dominierten. Aber auch die Produktion von Terra Nigra gehörte zur Produktionspalette, wobei diese statt des üblichen schwarzglänzenden ausschließlich einen grauglänzenden Überzug besaß. Ein dritter Bestandteil der Töpfereiprodukte waren einfache Tiegellampen.
Neben diesen Spuren von Metallurgie und Töpfereigewerbe konnte durch den Fund einer Maurerkelle und zweier Tiegel mit Farbresten auf die Präsenz weiterer Handwerksbetriebe geschlossen werden. Im Nordwesten des Handwerkerviertels wurde das bislang einzige Bad in Sorviodurums festgestellt. Seine Befunde waren jedoch durch Bodeneingriffe in nachrömischer Zeit stark gestört. Gesichert ist nur, dass die Badeanlage mehrere Bauphasen besaß und vermutlich vor der Mitte des zweiten Jahrhunderts aufgelassen wurde.
Durch zu den Fundkomplexen gehörenden Sigillaten konnte der Beginn des westlichen Vicus auf die domitianisch-traianische Zeit datiert werden. Die kleineren Hausgrundrisse dieser Epoche wurden von größeren Gebäuden aus dem zweiten bis dritten Jahrhundert überlagert.

#### Südvicus

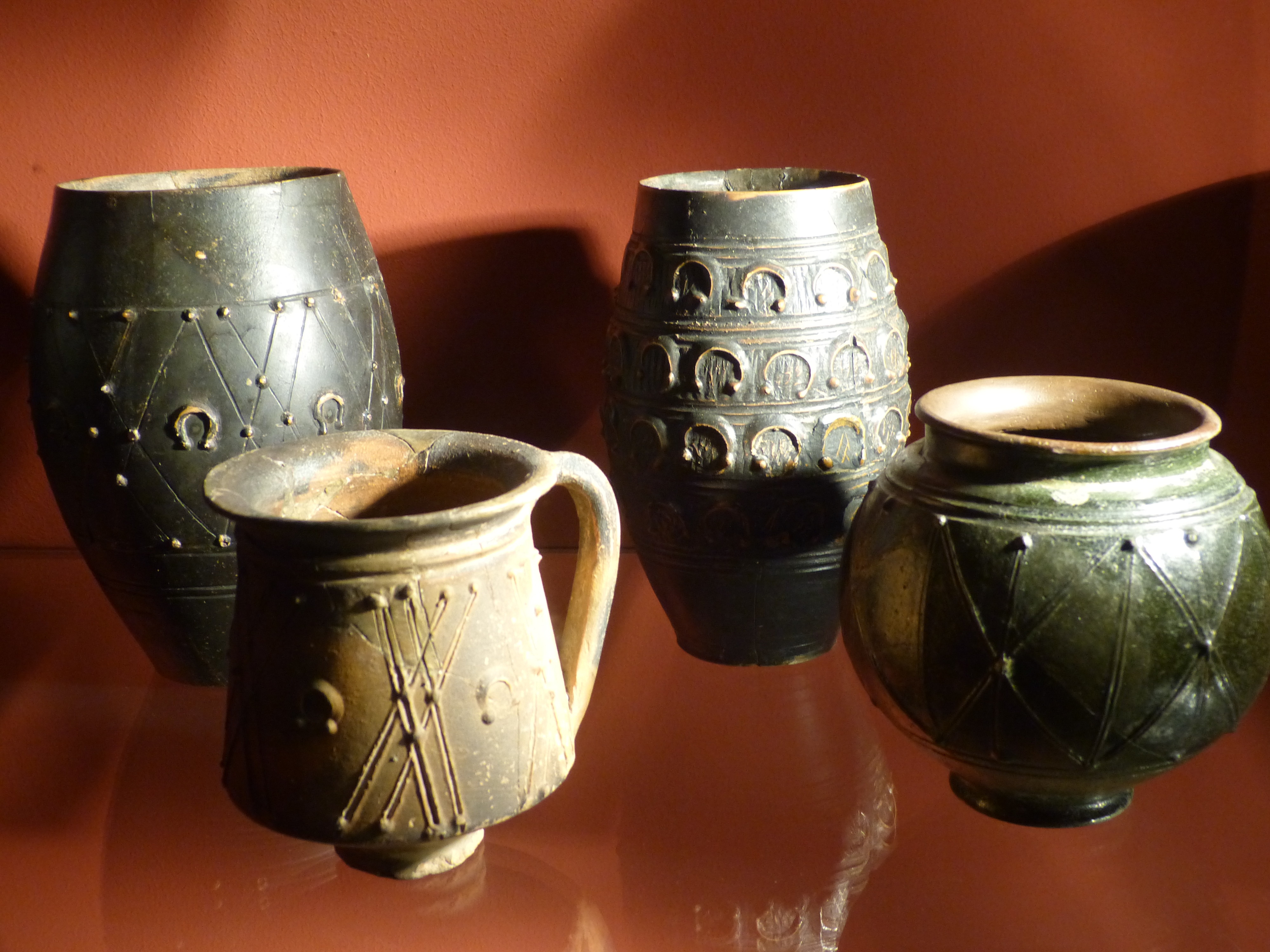
Raetische Firnisware, Gäubodenmuseum Straubing

Wie der westliche, war auch der von Streifenhäusern gekennzeichnete südliche Vicus stark durch diverse Handwerks- und Händlerbetriebe geprägt. So konnte der Brennofens eines Töpfereibetriebes lokalisiert werden, in dem so genannte Raetische Firnisware, schwarz glänzende, mit geometrischem Dekor versehene Gefäße, hergestellt wurde. Auch Firmalampen wurden offenbar in Straubing produziert, wie der Fund eines entsprechenden Models mit der Inschrift IEGIDI nahelegt. Bruchstücke von Bergkristall weisen auf einen Juwelier. Ein Gebäude hatte eine Apsis und Steinfundamente. Nur ein Raum konnte bisher vollständig freigelegt werden. Es mag sich um ein öffentliches Gebäude gehandelt haben. Hier fanden sich umfangreiche Reste von Wandmalereien, die ins zweite Jahrhundert n. Chr. datieren. Der Raum war mit roten Feldern dekoriert. Zwischen den Feldern befanden sich auf schwarzem Grund Weinranken und über den Feldern eine Volutenranke.

### Gräberfelder
Den römischen Bräuchen folgend, fanden sich auch in Straubing die Nekropolen zu beiden Seiten der Ausfallstraßen, außerhalb des militärisch und zivil besiedelten Gebietes von Sorviodurum.
Im Bereich der heutigen Altstadt, zwischen Heerstraße und Feuerhausgasse, befindet sich das westliche Gräberfeld. Es wurde bereits 1877 entdeckt, aber durch die unausgereiften grabungstechnischen Methoden der damaligen Zeit wurden die Befunde nur unscharf erkannt und ungenau dokumentiert. Auf einem Areal von rund 100 mal 400 Metern konnten insgesamt 27 Gräber (davon 21 Brand- und sechs Körpergräber) lokalisiert werden. Erkennbar ist eine Belegungsabfolge von Ost aus in westliche Richtung. Die Belegung begann an der Wende vom ersten zum zweiten nachchristlichen Jahrhundert und reichte bis ins dritte Jahrhundert.
Das östliche Gräberfeld erstreckt sich über 750 m Länge entlang der ehemaligen Straße nach Passau und gilt mit 114 freigelegten Bestattungen als bisher größte Nekropole Straubings. Von der Mitte bis zum Ende des zweiten Jahrhunderts wurde hier bestattet.
An einer zum Aitrachtal führenden lokalen Straße schließlich wurden auf einer Ausdehnung von rund 350 Meter drei Bestattungen aus der zweiten Hälfte des zweiten Jahrhunderts und dem Beginn des dritten Jahrhunderts geborgen.
Bei den Grabkontexten des 1. und 2. Jahrhunderts handelte es sich vorwiegend um Brandbestattungen, Ustrina-Typ (Urnengräber) dominierten. Als Urne dienten meist Töpfe, die mit einem Deckel verschlossen wurden. Teilweise wurde der Leichenbrand auch in einem Säckchen aus Leder mit einem Teller als Deckel beigesetzt. In den seltensten Fällen wurde der Leichenbrand nicht ausgelesen und direkt in der Grube deponiert. Als Beigaben finden sich hauptsächlich Öllampen, selten wurden Münzen gefunden, obwohl sie im antiken Bestattungswesen eine wesentliche Rolle spielen. Lediglich im östlichen Gräberfeld konnten zwei in Rätien untypische busta freigelegt werden, die jedoch mit reichen Beigaben, wie einem Geschirrsatz Terra Sigillata und einer großen Anzahl von Öllampen, versehen waren.
→ Zu den spätantiken Nekropolen siehe den Abschnitt Spätantike Anlagen

### Ländliche Besiedlung
Im ländlichen Straubinger Umfeld, im Südwesten, Süden und Südosten von Sorviodurum konnten insgesamt 28 Villae Rusticae nachgewiesen oder erschlossen werden. Bei diesen Villae handelte es sich um größere Landgüter, die zumeist von Veteranen nach ihrer Entlassung aus dem Militärdienst als Abfindung erhalten wurden. Sie wurden als Familienbetriebe mit Hilfe einer schwankenden Anzahl Sklaven bewirtschaftet. Sie gewährleisteten die Versorgung der römischen Garnisonen mit Lebensmitteln. Die meisten Villae im Umland vor Sorviodurum sind bislang nur durch eine entsprechende Häufung und Zusammensetzung von Lesefunden lokalisiert.

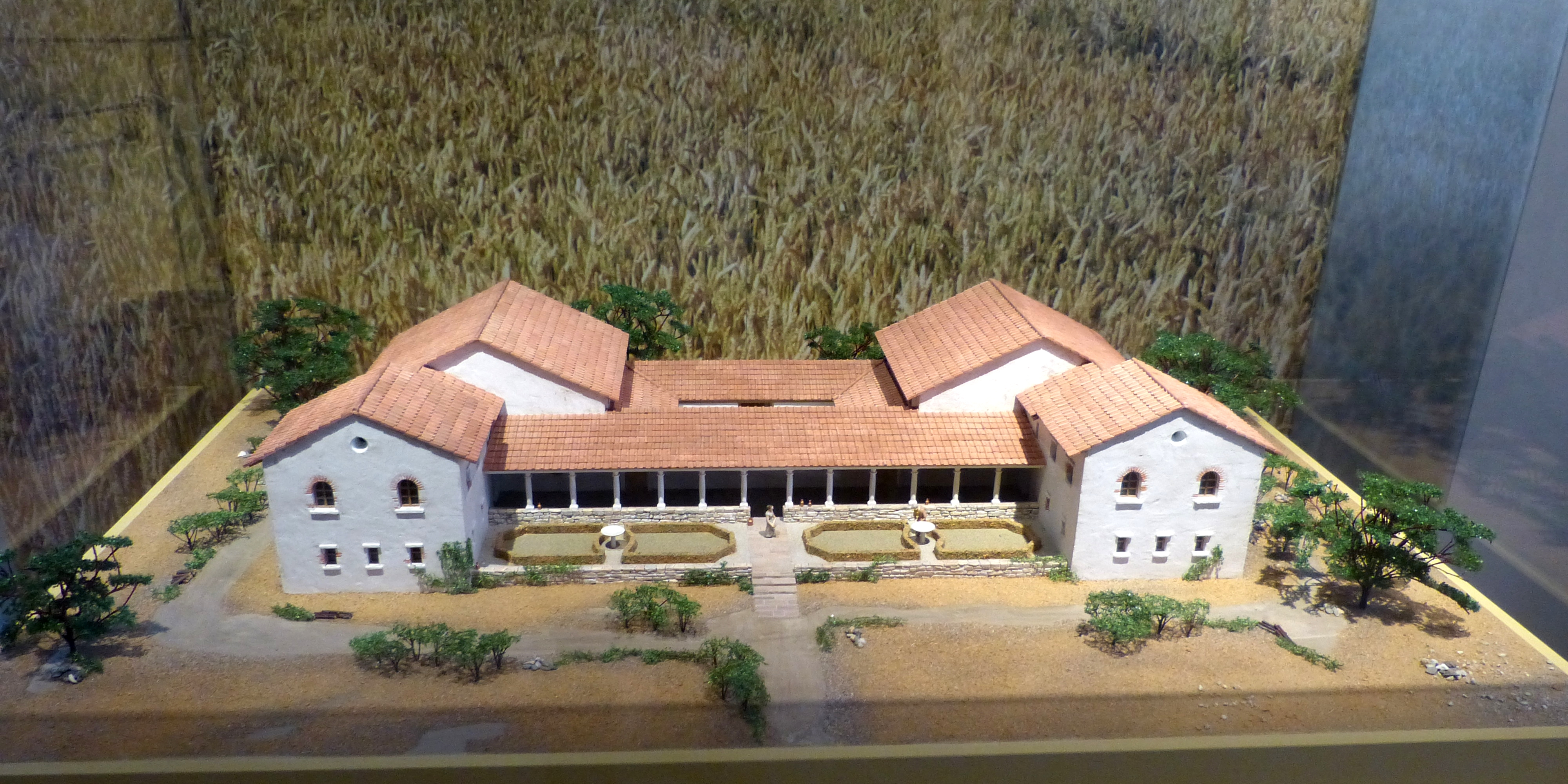
Rekonstruktion der Villa rustica am Alburger Hochweg, Gäubodenmuseum Straubing

Am besten erforscht ist die Villa am Alburger Hochweg, deren Hauptgebäude aus einer Risalitvilla mit den Abmessungen von 48 × 24 Meter (= 1152 Quadratmeter) bestand. Sie war mit Wandmalereien dekoriert und besaß mindestens zwei hypokaustierte Räume. An die Säulenhalle schloss sich ein großer, nicht überdachter Hof mit tiefem Impluvium an. Neben der Landwirtschaft war die Ziegelproduktion ein ökonomisches Standbein dieser Villa, worauf die Entdeckung von insgesamt sieben Brennöfen hinwies. Das Gesamtareal mit allen Wirtschaftsgebäuden belief sich auf 1,5 Hektar. Die Villa wurde zu Beginn des zweiten Jahrhunderts erbaut, in den Markomannenkriegen beschädigt, danach aber wieder renoviert. Sie existierte bis zu den Einfällen der Alamannen.
Ebenfalls durch Mauerspuren sowie durch ein kleines Gräberfeld lokalisiert werden konnte eine „Villa im Aitrachtal bei Ödmühle“, die vom späten ersten Jahrhundert bis zur ersten Hälfte des dritten Jahrhunderts betrieben wurde.
Von einer weiteren „Villa an der Äußeren Passauer Straße“ wurde bislang nur ein kleiner Friedhof entdeckt, der aus insgesamt 14 Brandgräbern bestand. Aus den insgesamt recht ärmlich ausgestatteten Grablegen ragt eine heraus, die luxuriös mit Goldschmuck, Bronzen, Sigillaten, Tongefäßen und einer Glasflasche als Urne versehen war. Es handelt sich vermutlich um das Grab einer weiblichen Angehörigen der Gutsbesitzerfamilie.

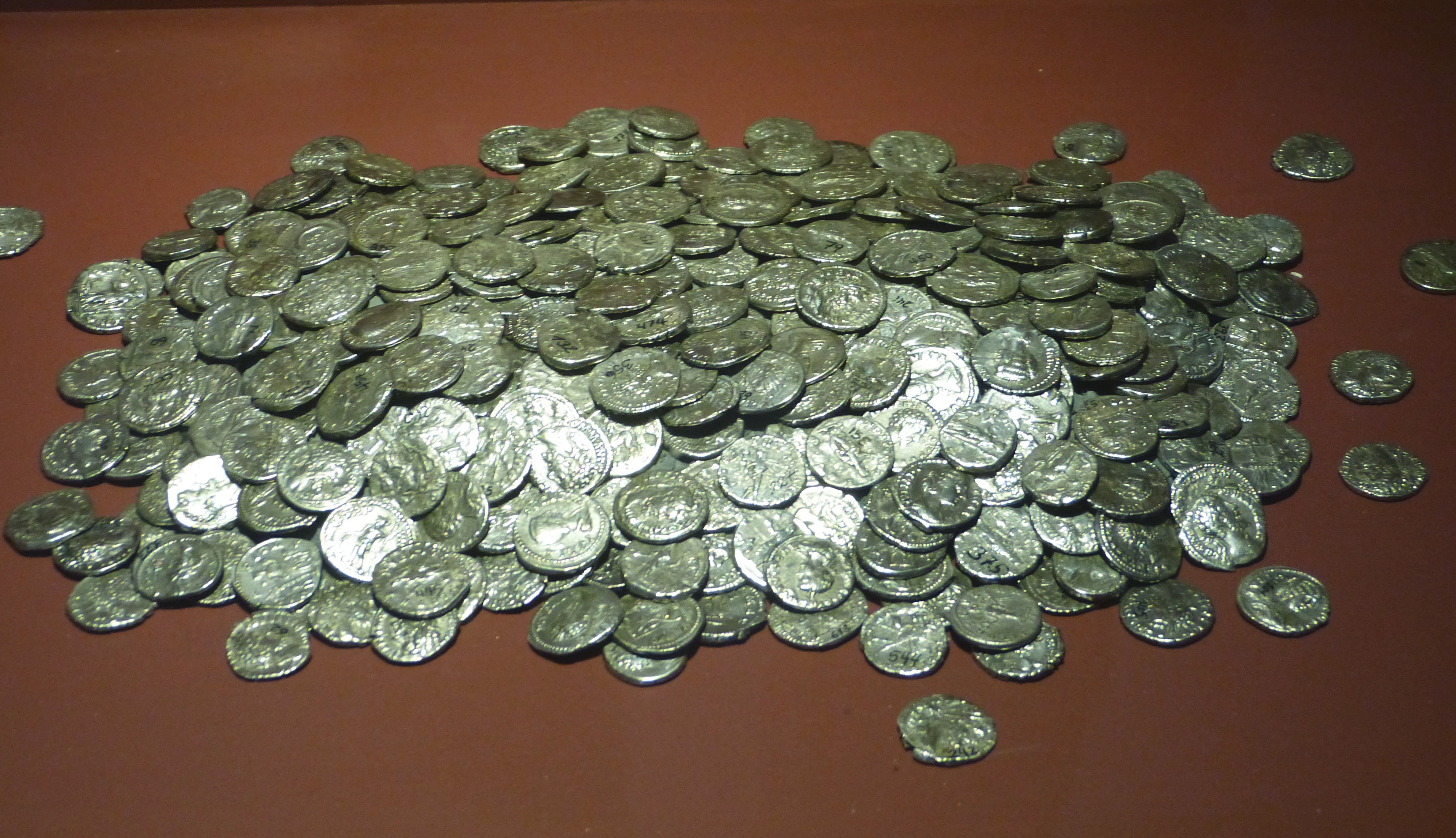
Münzschatz von Kirchmatting, Gäubodenmuseum Straubing

Der 1937 geborgene, aus insgesamt 1169 Münzen bestehende „Schatz von Kirchmatting“ impliziert ebenfalls die Existenz einer nahe gelegenen Villa rustica. Die Münzreihe beginnt mit einem Denar des Marcus Antonius, der um 32/31 v. Chr. geprägt wurde, und endet mit verschiedenen Prägungen der Severer aus dem Jahre 231. Damit wäre der Alamanneneinfall des Jahres 233 als ursächlich für die Anlage dieses Hortes anzunehmen.

## Schatzfund von Straubing

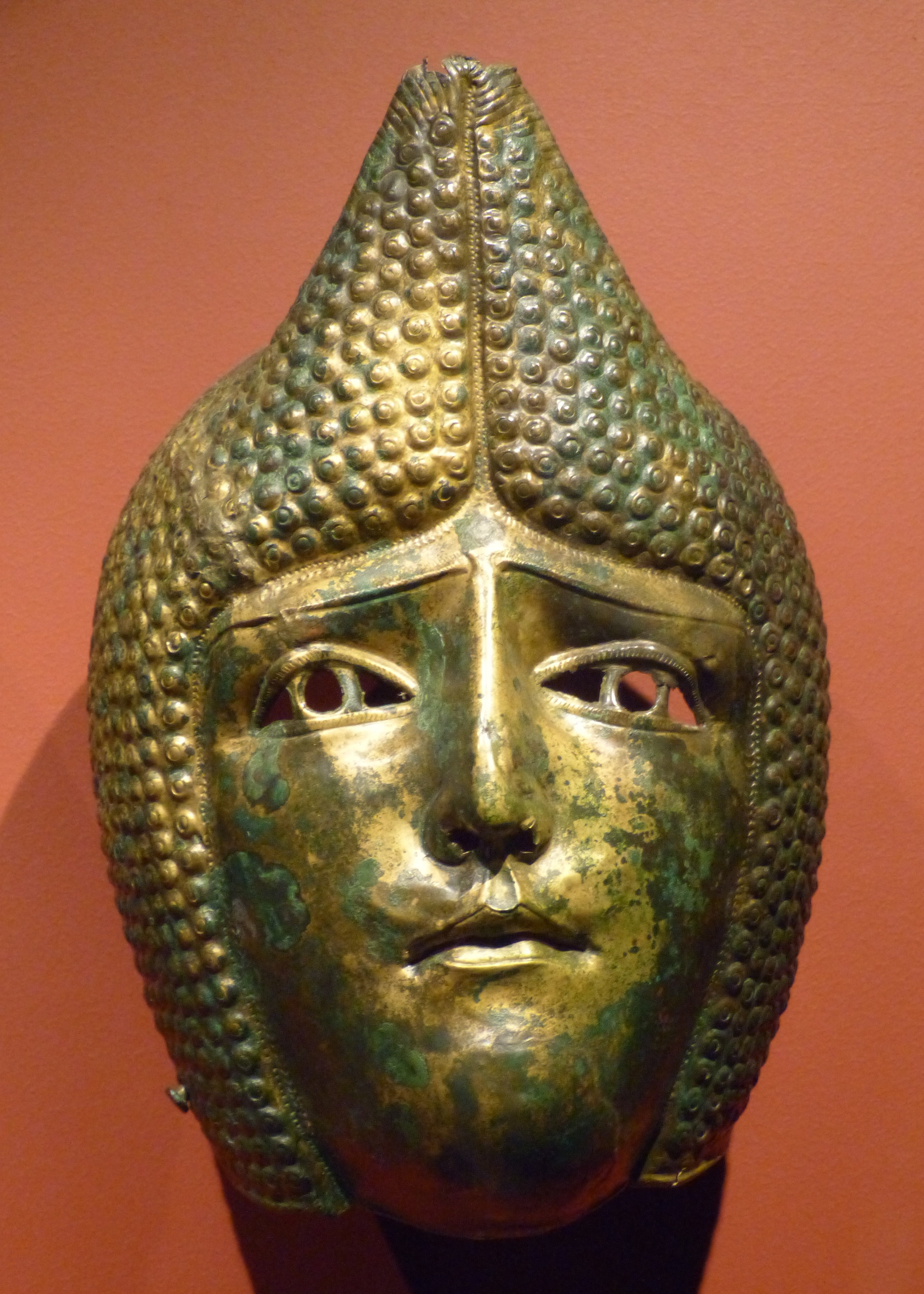
Gesichtshelm, Gäubodenmuseum Straubing

Der so genannte „Schatzfund von Straubing“ wurde am 27. Oktober 1950 bei Bauarbeiten zufällig entdeckt. Er gilt als bedeutendster römischer Schatzfund seit der Entdeckung des Hildesheimer Silberfundes im Jahre 1868. Der Fundplatz befand sich in unmittelbarer Nähe einer seit der zweiten Hälfte der 1920er Jahre bekannten Villa rustica und ist in deren Kontext zu sehen. Er lag rund 100 Meter nördlich der Villa, verborgen in einem kupfernen Kessel, nur etwa 40 Zentimeter unterhalb der Geländeoberkante. Sein Inventar bestand aus sieben Masken von Gesichtshelmen, der hinteren Hälfte eines Gesichtshelmes, sechs Beinschienen, sieben Pferdekopfschutzplatten, zwanzig Statuetten, Sockeln und Bronzegeräten sowie 73 Eisenfunden. Die in der Villa rustica geborgenen Sigillaten setzten sich aus Gallischer, Heiligenberger und insbesondere Rheinzabener Ware zusammen, die nicht sonderlich umfangreiche Münzreihe bestand aus einer Prägung des Claudius, vieren des Antoninus Pius (darunter ein Denar), einer frühen Prägung Mark Aurels, einer des Lucius Verus, einer des Clodius Albinus (Denarius) und einer Konstantins. Die mehrperiodige Villa dürfte sowohl vom Markomanneneinbruch des Jahres 166 als auch von den Alamanneneinfällen des dritten Jahrhunderts betroffen gewesen sein, so dass der Hortfund grundsätzlich beiden Konfliktzeiten zugerechnet werden könnte. Der Fund der Konstantinmünze spricht unbeschadet aller Zerstörungen des zweiten oder dritten Jahrhunderts für eine Weiternutzung der Villa bis zumindest ins frühe vierte Jahrhundert.

## Spätantike Anlagen
Wie alle Kastellplätze des rätischen Donaulimes war Sorviodurum während der Alamanneneinfälle in der ersten Hälfte des dritten Jahrhunderts zerstört worden. Der Wiederaufbau erfolgte nicht am alten Platz, sondern auf einem natürlichen Gebirgssporn westlich des Allachbachs, auf dem später die romanische Basilika St. Peter errichtet wurde. Vom spätrömischen Kastell konnte ein Teil der Nordmauer und ein Brunnen ergraben werden.
Die Nekropole in der heutigen Altstadt, die schon in vergangener Zeit genutzt wurde, wurde auch weiterhin mit Bestattungen versehen. Eine Beigabenschale in elbgermanischer Tradition liefert einen ersten Hinweis auf die Präsenz von Germanen in dieser Zeit.
1981 wurde das Gräberfeld „Azlburg I“ entdeckt und nahezu vollständig ausgegraben. Es ist östlich des Allabachs gelegen und besaß eine Ausdehnung von 18 × 36 Meter, 109 Bestattungen in 107 Gräbern. Bis auf eine einzige Ausnahme handelte es sich um Körperbestattungen in Rückenlage in einem Holzsarg, bei denen eine Ost-West-Ausrichtung dominiert. Rund 35 Prozent der Gräber waren mit Beigaben versehen. Die Belegung begann an der Wende vom dritten zum vierten Jahrhundert und reichte bis in die erste Hälfte des fünften Jahrhunderts. Die Gräber aus der ersten Hälfte des fünften Jahrhunderts enthielten an Beigaben nur noch germanische Ware.

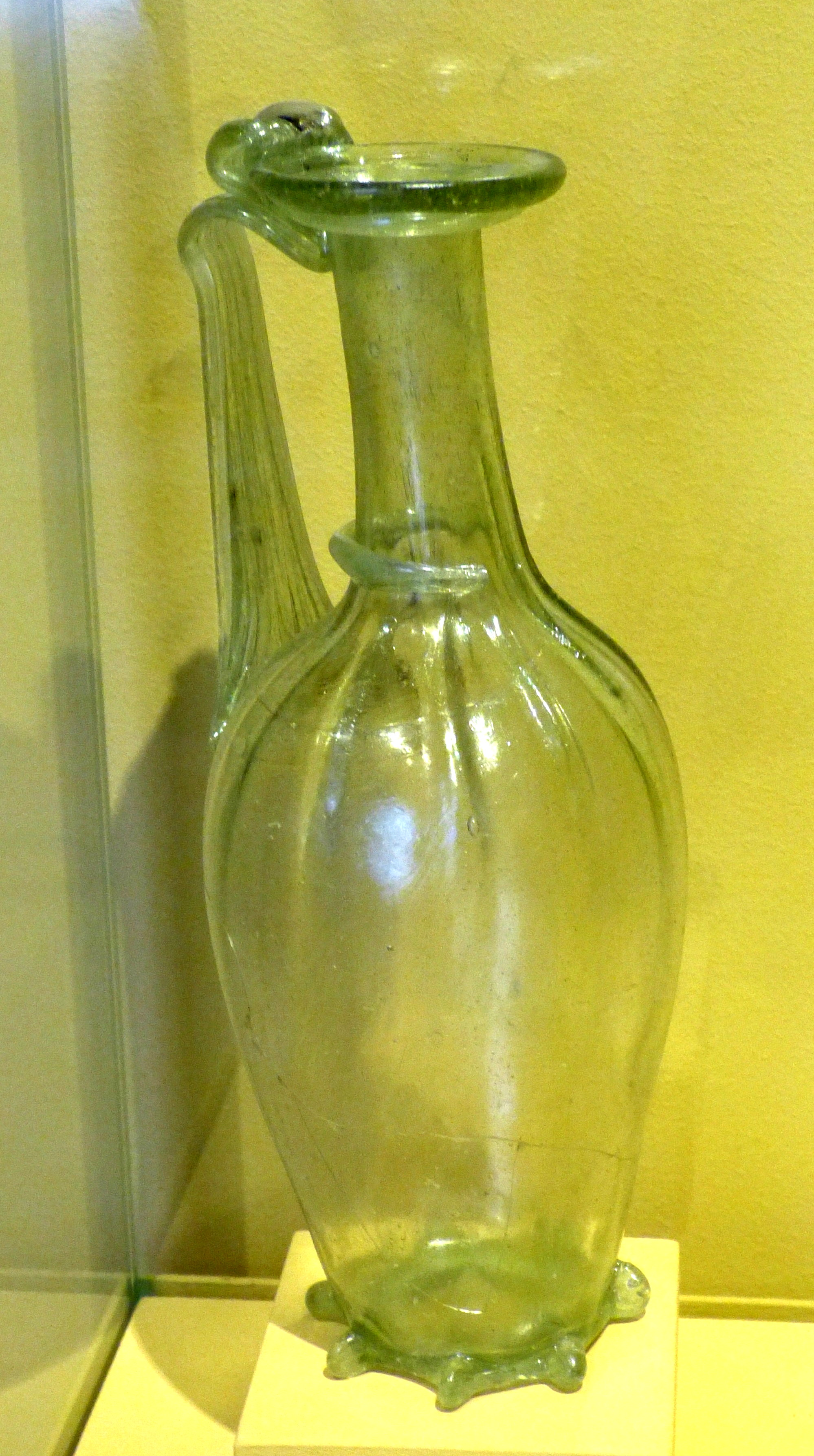
Glaskanne aus dem Gräberfeld Azlburg II, Gäubodenmuseum Straubing

Erst 1984 wurde das Gräberfeld Azlburg II entdeckt, von dem bislang 46 Bestattungen in 44 Gräbern geborgen werden konnten. Die Belegungsdauer umfasste das gesamte vierte Jahrhundert. Neben ostwestlich ausgerichteten Bestattungen mit provinzialrömischen Funden gab es am Rande der Nekropole eine Gruppe mit nordsüdlich ausgerichteten Gräbern, die auch germanische Waren enthielten.
Aus den Befunden und der Zusammensetzung und Verteilung des Fundmaterials lässt sich für die Spätantike folgendes Bild gewinnen: Im letzten Viertel des dritten Jahrhunderts wurde ein Kastell auf dem Kirchhügel von St. Peter errichtet, das noch im selben Zeitraum von einem Schadfeuer teilweise zerstört wurde. Die Grabbeigaben weisen darauf hin, dass dieses Kastell um die Wende vom dritten zum vierten Jahrhundert von elbgermanischen Auxiliartruppen belegt war. Vermutlich der Einfall der Juthungen im Jahre 357 führte zu einer Zerstörung des Kastells. die um die Mitte des vierten Jahrhunderts anzusetzen ist. Insgesamt bestand die spätantike Fortifikation bis in die erste Hälfte des fünften Jahrhunderts. Danach wurde es wieder aufgebaut und bestand bis Mitte des fünften Jahrhunderts. Zu diesem Zeitpunkt wurde die Allachbachmündung verlassen. Die frühmittelalterliche Besiedlung nahm ihren Ursprung etwa drei Kilometer bachabwärts. Somit kann man von einer römisch geprägten Siedlungskontinuität Straubings bis hin zum frühen Mittelalter sprechen.

## Denkmalschutz und Präsentation
Die Kastelle und erwähnten Anlagen sind geschützt als eingetragene Bodendenkmale im Sinne des Bayerischen Denkmalschutzgesetzes (BayDSchG). Nachforschungen und gezieltes Sammeln von Funden sind erlaubnispflichtig, Zufallsfunde sind den Denkmalbehörden anzuzeigen.
Die Funde und Befunde aus Sorviodurum werden in der römischen Abteilung des Gäubodenmuseums Straubing präsentiert.